# ボードゥアン4世 (エルサレム王)
ボードゥアン4世（Baudouin IV, 1161年 – 1185年3月16日）は、エルサレム国王（在位：1174年 – 1185年）。エルサレム国王アモーリー1世の息子。癩王（the leper king）とも呼ばれた。

## 幼少時
ボードゥアンは父に離縁された母アニェスとともに過ごすことなく、父の宮廷で育てられた。9歳から、古典学者・アラビア語学者・歴史家でありティルス司教となるギヨーム・ド・ティールに教育を受ける。ギヨームによるとボードゥアンは非常に才能豊かな、魅力ある美少年で、朗らかで、活発で、運動神経も良く、すでに一人前に馬を乗りこなした。頭の回転も素早く、人並み以上の記憶力を恵まれて、侮辱を忘れないが、受けた恩恵を忘れることはさらになかった。ラテン文学と歴史にはとりわけ熱中した。
ある日のこと、若い王子はエルサレムの諸侯の子どもたちと遊び、夢中になってお互いの手をひっかきあったが、ボードゥアンだけが悲鳴を上げなかった。驚いたギヨームが尋ねると、少年は何も感じないと答えた。そこで初めてボードゥアンが皮膚の病（ハンセン病ともいわれる）に冒されていることがわかり、医者に診せても治療ができないことが明らかになった。

## サラディンとの戦い
ボードゥアンは13歳で王位に就いた。彼の最初の摂政はミロン・ド・プランシーで、次がトリポリ伯レーモン3世である。国外ではサラディンがスーダンからユーフラテス川にかけて統一する機運であった。1175年レーモン伯はホムス方面に先制攻撃し、サラディンにアレッポを手放させた。その間に14歳であったボードゥアン王はダマスから約5キロの地であるダレイヤまで軍を進めた。翌年7月にまたもアレッポを包囲しようとするダマス軍に陽動作戦を加え、アンジャルの付近で破る。
1177年、エルサレム王国の精鋭がシリア北方で戦っている間に、サラディンは守りの薄くなった王国西南部のアスカロン要塞に、エジプトから騎兵で急襲した。王は400名の手勢を率いて「真の十字架」を奉じて立ち向かい、サラディンより先に要塞に着くが2万6千のエジプト兵に包囲される。エルサレムまで攻めこむつもりのサラディン軍を追い、敵の遊撃隊に焼き払われた農地を見ながら、やがて川床へ入る敵軍を見つけると「弱者のうちに力を現す神が、病気持ちの王を鼓舞したもうた。王は馬から降り、大地に跪き、十字架の前にひれ伏して、涙ながらに祈りあげた。そのさまを見て、すべての将兵は感きわまり、この期におよんでは、一歩も引かぬこと、馬首をめぐらすものは、だれでも裏切り者と見なすことを誓った。将兵は馬にまたがり、突撃に出た」（ミシェル・ル・シリアンの年代記より）。イスラム教徒は病身の少年が率いる300の騎兵に蹴散らされ、ボードゥアンはエルサレムに凱旋した（モンジザールの戦い）。しかし、1179年6月10日のマルジュ・アユーンの戦いでは敗れ、ヤコブの浅瀬の戦いではシャステレ城の建設を頓挫させられた。同年10月にヨルダン川上流に要塞を築き、サラディン軍と死闘を繰り返し、1180年にはイスラム勢と講和の協定を結ぶ。
ところが翌年、エルサレム王国の封臣である外ヨルダン領主ルノー・ド・シャティヨンが非常識にも休戦破棄を告げずアラビアのヒジャーズ地方へ侵入し、大きな隊商をおそったため、サラディンはエジプト全軍でルノーの領地・外ヨルダンに押し寄せた。ボードゥアンはルノーの行いに激しく憤ったが、1182年6月に救援を呼びかけられてモアブからガリラヤまで転戦し、サラディンの大軍を追い返した。8月にはベイルート防衛にも成功している。
ボードゥアンはイスラム圏でもヌールッディーンの家系に属するアレッポ総督とモスル総督の独立を助けサラディンに対抗する。この2つの都をサラディンが攻めるとボードゥアンはダマスとホーラン地方に強力な牽制攻撃をかけて、ダマス近郊のダレイヤまで進出した。1183年11月にルノーがまたしても私掠船でヒジャーズ地方を荒らし、サラディンの反撃を誘う。ボードゥアンは全身不随、盲目という有様で軍の後から担架でルノーの要塞であるケラク城に着き、サラディンの軍と戦った（ケラク包囲戦）。サラディンが退却した後、守備隊を増強し城壁を立て直すまで、エルサレムに帰らなかった。

## 王としての死
一方、病がつのり結婚の望みが絶えてしまったので、ボードゥアンは王位継承問題に決着をつけておく必要があった。
レーモン3世は思慮分別に富み、サラディンと個人的に親しく、王に最も近い血縁であることから、王にもしものことがあれば王権を求めることもできたが、男子継承より近親継承を優先する土地の風習により、1177年、姉シビル（シビーユ）にピエモント貴族であるグリエルモ・ディ・モンフェッラートを娶せ、二人の間に後のボードゥアン5世がもうけられた。しかしグリエルモは数ヶ月後にマラリヤで亡くなり、継承問題は振り出しにもどってしまう。未亡人シビーユは当代随一の美男子というほか何の取り柄もないギー・ド・リュジニャンと再婚をし、下の妹のイザベルももっとくだらないオンフロワ4世と結婚する。王国の重責はボードゥアンにかかるが、病状は日ごとに悪化し断続的にしか政務は執れなかった。母のアニェス・ド・クールトゥネーも権勢と金銭欲の固まりのような女で、これら王の近親は王国を食い物にし、有能な家臣であるトリポリ伯を嫌う点で共通した。
1183年ナザレで行われた家族会議で王は王国の摂政権をギーに委任したが、たちまち無能さをさらけ出して摂政権を取り上げられ、11月にわずか5歳のボードゥアン5世の即位が宣言された。1185年ギーはアスカロンの領地に妻のシビーユを連れ出し、出頭を促す王の命令を無視するだけでなく、エルサレム王に帰服したベドウィン族を虐殺したので、激怒したボードゥアンは王国の全権をギーの敵トリポリ伯レーモンに委譲した。死期を悟った王は「すべての貴人に対して、エルサレムの王のもとに来たることを命じ、王が世を立ち去るときは、すべての者が王の薨去に立ち会った」（年代記より）。24歳没。
アラビアの史家エル＝イマードは「この癩病持ちの子は、その権威を敬わせることができた」と書いている。十字軍の歴史を書いたルネ・グルッセは「その苦痛と克己に満ちた姿は、十字軍の全史を通じても、おそらくは最も高貴な姿であろう。英雄の雄姿は、膿と瘡におおわれながらも、聖人の面影を宿している。このフランスが生んだ王の純粋な肖像を不当な忘却の彼方からひきだして、マルクス・アウレリウス賢帝やルイ聖王のかたわらに置きたい」と賞賛している。

## 参考資料・文献
- Bernard Hamilton, "Women in the Crusader States: The Queens of Jerusalem", In Derek Baker. Medieval Women. Ecclesiatical History Society, 1978年
- Bernard Hamilton, The Leper King and his Heirs: Baldwin IV and the Crusader Kingdom of Jerusalem. Cambridge University Press, 2000年
- René Grousset, L'Empire du Levant, Histoire de la question d'Orient. 1949年, ISBN 2-228-12530-X
- ルネ・グルッセ 『十字軍』 白水社文庫クセジュ、1954年